# 趙弋銘
趙 弋銘（漢音読み:ちょう よくめい、拼音:Zhào Yìmíng、1984年2月2日 - ）は、中華人民共和国河南省洛陽市出身のサッカー指導者である。

## 来歴
中国で中学校1年からサッカーを始め、高校時代に高い身体力を有し、河南省洛陽市サッカー名門校洛陽市第二中学の当時の監督からスカウトされ同校に入学。
3年生時にチームキャプテンとして、洛陽市高校サッカー大会で優勝、大会MVPを獲得。
同年度省大会出場、3位獲得。その後、左膝内側靭帯損傷のため、プロを諦め、来日を決定。
2006年10月に来日、穴吹ビジネスカレッジにて1年半の間に日本語を勉強、その後、岡山大学法学部に入学。
卒業後、岡山日産自動車株式会社に就職、同年退社と同時に社会人チームに参加、その後に友人と貿易会社を立ち上げる。
2016年推薦され、ファジアーノ岡山の通訳として、日本サッカー界にデビュー。
2017シーズン、ファジアーノ岡山のアシスタントスタッフに就任。
2018シーズン、グルージャ盛岡のアシスタントコーチ兼通訳に就任。
2021年、中国サッカー・スーパーリーグの山東泰山の通訳に就任、2023年4月に退任。

## 脚註
1. ↑  “2017シーズン コーチングスタッフ決定のお知らせ”.   ファジアーノ岡山 (2017年1月15日). 2019年1月11日閲覧。
2. ↑  “盛岡が趙弋銘氏のアシスタントコーチ兼通訳への就任を発表”.   ゲキサカ (2018年2月22日). 2019年1月11日閲覧。
3. ↑  “いわてグルージャ盛岡 オフィシャルサイト”. いわてグルージャ盛岡 オフィシャルサイト. 2024年2月23日閲覧。
4. ↑  “泰山翻译赵弋铭发文告别：78场比赛819天，望今后不负梦想”. dongqiudi.com. 2023年5月15日閲覧。